# Anna Cnattingius
Anna Birgitta Cnattingius, född 23 augusti 1952 i Borgholm, Öland, död 31 mars 2025 på Södermalm i Stockholm, var en svensk författare, manusförfattare och regissör.
Hon gav ut flera ungdomsböcker, där flera blivit översatta till danska och tyska. Hon skrev bland annat ungdomsboken Det magiska spelet – en berättelse om två världar, en fantasybok som handlar om två kusiner som hittar ett spel och när de spelar spelet så flyttas de in i en annan värld.
Hon har även gett ut utbildningsmaterial om filmredigering.

### Barn- och ungdom
- Skraj, jag?. Stockholm: Rabén & Sjögren. 1970. Libris 829600
- Snäll gosse - trodde ni ja. Stockholm: Rabén & Sjögren. 1972. Libris 7233480. ISBN 9129457947
- Försommar. Stockholm: Rabén & Sjögren. 1975. Libris 7233531. ISBN 9129460816
- Benrimon är inte död. Stockholm: Rabén & Sjögren. 1979. Libris 7234607. ISBN 912953674X
- Slavarnas ö. Stockholm: Rabén & Sjögren. 1980. Libris 7234884. ISBN 9129545889
- Aldrig mera slav. Stockholm: Rabén & Sjögren. 1981. Libris 7235046. ISBN 9129551617
- Det magiska spelet: en berättelse om två världar. Illustrationer: Eriksson Inga-Karin. Stockholm: Rabén & Sjögren. 1992, ny utg 1996. Libris 7237074. ISBN 9129620007

### Filmredigering
- Apple Final Cut grundkurs. Sundbyberg: Docendo. 2010. Libris 11855065. ISBN 9789172079274

- Final Cut Pro X grunder. Askim: Docendo. 2013. Libris 13909085. ISBN 9789175310053

- Premiere Pro CC & CS6. Askim: Docendo. 2014. Libris 16234665. ISBN 9789175310527